# 436 до н. е.

## Події
- Консули Риму Луцій Папірій Красс та Марк Корнелій Малугінен
- мор у Римі, війська республіки вимушені піти з Етрурії
- 86 олімпіада, рік другий
- внаслідок Понтійської експедиції Перикла Афіни розбудовують нову велику колонію Амфіполіс поруч з коринфською колонією Потідея, що посилює напругу у відносинах між двома метрополіями.

## Народились
- Ісократ — давньогрецький філософ.